# Тиурула
Ти́урула (фин. Tiurula) — посёлок в составе Хийтольского сельского поселения Лахденпохского района Республики Карелия.

## Общие сведения
Находится на берегу залива Тиуруланселькя в северо-западной части Ладожского озера. К посёлку подходит дорога местного значения 86К-108 («Подъезд к п. Тиурула»). В шести километрах от посёлка проходит новая трасса А121 («Сортавала»), пущенная в обход  посёлка Хийтола. Расстояние до районного центра Лахденпохья — 54 км.
До июля 1941 года в посёлке находилась православная Церковь Серафима Саровского, сгоревшая во время боевых действий. В память о древней православной церкви на фундаменте старой церкви 3 июня 1998 года был установлен памятный крест.

## Население
| 2002 | 2009 | 2010 | 2013 |
| ---- | ---- | ---- | ---- |
| 194  | ↗220 | ↘155 | ↘143 |

## Улицы
- ул. Болотная
- ул. Кленовая Аллея
- ул. Садовая
- ул. Светлая
- ул. Солнечная